# Capcom Production Studio 8
Capcom Production Studio 8 était un studio de développement japonais de jeux vidéo. Anciennement connue sous le nom Capcom Digital Studios, cette filiale de Capcom était la seule basée en Occident.

## Jeux développés
| Titre                   | Date de Sortie | Plates-formes       |
| ----------------------- | -------------- | ------------------- |
| Maximo: Ghosts to Glory | 2001           | PlayStation 2       |
| Maximo vs. Army of Zin  | 2003           | PlayStation 2       |
| Final Fight: Streetwise | 2006           | PlayStation 2, Xbox |